# Miller (Nebraska)
Miller est un village du comté de Buffalo, dans l'État du Nebraska, aux États-Unis. En 2020, il comptait une population de 129 habitants.